# Serramonacesca
Serramonacesca è un comune italiano di 503 abitanti della provincia di Pescara in Abruzzo. Faceva parte della comunità montana della Maiella e del Morrone.

## Geografia fisica
Serramonacesca si trova su una collina a 280 m s.l.m nel versante settentrionale del massiccio della Maiella.
Nel suo territorio scorre il fiume Alento, che poi si dirige verso est per sfociare nell'Adriatico.

## Storia

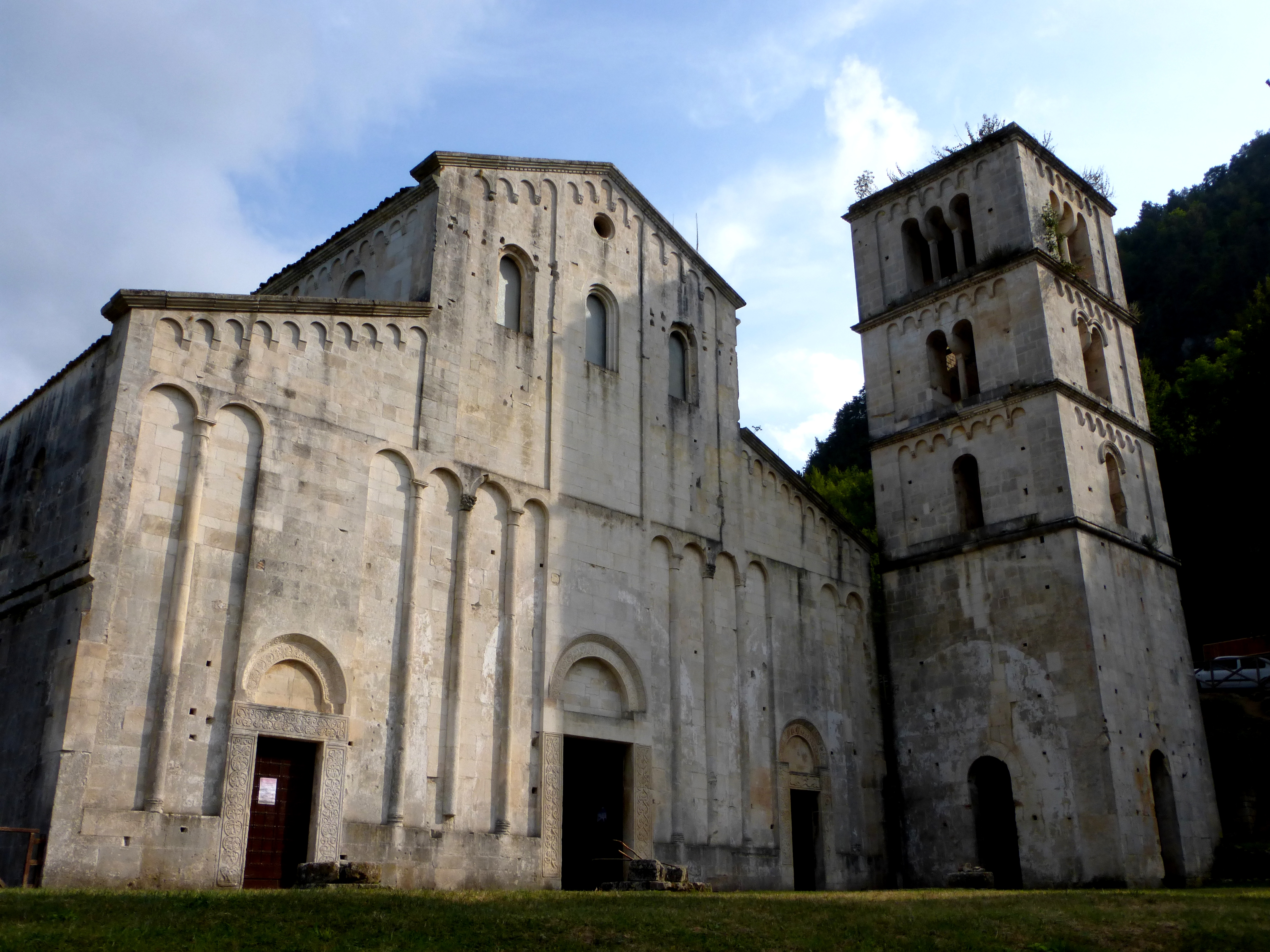
L'abbazia di San Liberatore a Maiella

I primi residenti risalgono al periodo barbarico, ma il nucleo del paese ebbe origine attorno ad una fara (raggruppamento di famiglie) longobarda. Intorno all'856 si fa risalire la costruzione dell'abbazia di San Liberatore a Maiella, alla quale è legato il nome Serramonacesca, serra dei monaci.
Il toponimo Monacesca compare per la prima volta nell'XI secolo ad indicare l'abitato rappresentato sulla porta bronzea dell'abbazia di Montecassino, fatta realizzare nel 1065 dall'Abate Desiderio, insieme con altri importanti presidi territoriali cassinensi dell'Italia centrale.
Al centro abitato si affiancavano delle contrade, tra le quali Castrum Polegrae sviluppatasi attorno ad un fortilizio circolare, ma alla fine del Quattrocento la peste colpì la popolazione delle contrade, che si concentrò a Serramonacesca. Il feudo appartenne in maniera istituzionale al monastero di Montecassino, in merito alla Badia. Il borgo di Serramonacesca (chiamato così dal popolino in base alla posizione dell'abbazia), farà parte dal XIII secolo del contado di Manoppello. Vi sorgono anche eremi, frequentati dai seguaci di Pietro da Morrone, come San Giovanni.
Nel XVII secolo entra a far parte del dominio dei Valignani, mentre l'abbazia rimane a Montecassino. Nel 1806 Gioacchino Murat abolisce la frequentazione delle chiese, e così l'abbazia di San Liberatore viene abbandonata. Negli anni sessanta del Novecento il borgo inizia a diventare oggetto di interesse degli studiosi dell'arte abruzzese, e il monastero viene restaurato.

### Simboli
Lo stemma è stato adottato dal comune con delibera del Consiglio n. 26 del 2 maggio 1983. Vi sono raffigurati da un lato l'antica torre Polegra, dall'altro l'abbazia di San Liberatore a Maiella, sormontata da una stella che simboleggia il punto di riferimento della fede, e l'avambraccio e la mano dell'abate Teobaldo, che sorregge la rappresentazione dell'abbazia.

## Monumenti e luoghi d'interesse

### Abbazia di San Liberatore a Maiella
Nel territorio del comune c'è l'Abbazia di San Liberatore a Maiella, uno degli esempi più antichi del genere in Abruzzo.
Nell'opera dell'abate Bertario di Montecassino, il territorio della Badia era della proprietà di Cassino dal IX secolo, e quindi il monastero fu fondato in quel periodo.
Nell'XI secolo il monastero passò in mano ai Normanni, mantenendo il suo controllo sulla valle del Pescara e del Tirino. L'amministrazione della Badia fu sempre di Cassino, ma in maniera cerimoniale, dato che gli abati erano in rapporti con i signori locali, in particolare la famiglia Valignani di Chieti. Nel 1808 Gioacchino Murat decretò la soppressione delle chiese, e la Badia cadde in abbandono, fino al restauro degli anni '60.
Il monastero ha pianta basilicale a tre navate con tre absidi. Lungo la navata sinistra si aprono due porte con accesso al chiostro ancora intatto. La navata centrale ha pavimento mosaicato del 1275. La facciata ha a fianco un campanile quadrato, e superficie scandita in tre ordini, cornicioni e lesene tipiche del romanico.

### Chiesa parrocchiale di Santa Maria Assunta
La chiesa principale del borgo è stata costruita nel XII secolo circa, e modificata all'interno in forme barocche. La chiesa ha pianta basilicale con facciata in pietra a capanna tripartita. La sommità ha una cuspide, e il campanile laterale è una torre tozza con cuspide a piramide. Ciò che colpisce della chiesa è la presenza di bassorilievi medievali di significato simbolico, come quello del Fiore della Vita, rappresentante l'opera del Creatore, e il portale affiancato da un leone di pietra. All'interno, tra le decorazioni barocche, vi è un chiaro simbolo massonico dell'Occhio di Dio dentro un triangolo.

### Altre chiese

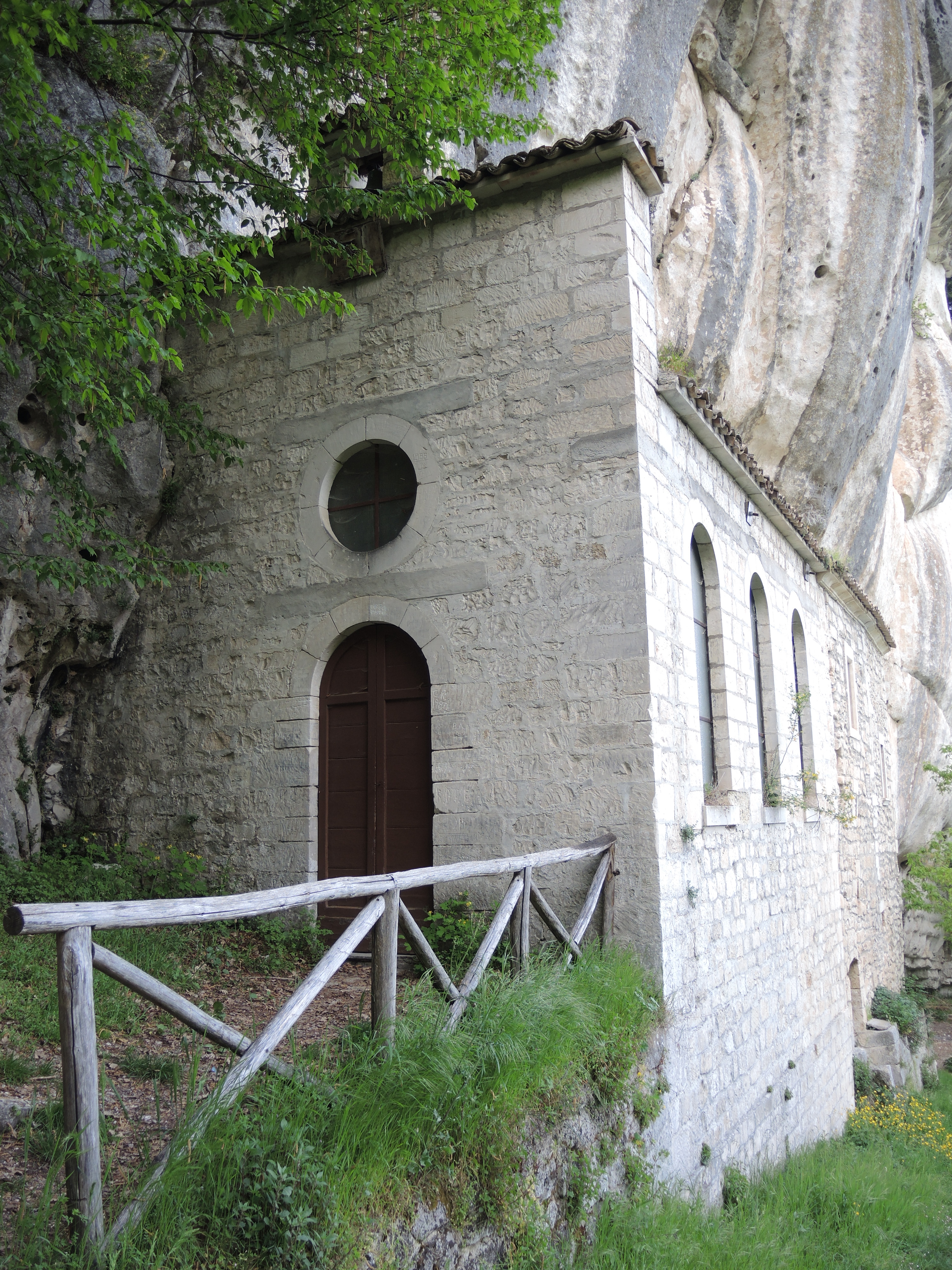
Eremo di Sant'Onofrio

- chiesa della Madonna delle Grazie: si trova lungo la strada per l'abbazia. Chiesetta tardo settecentesca (risale però al XV secolo) in pietra concia, a impianto rettangolare, con facciata quadrata, decorata da oculo e portale tardo romanico.
- Ex chiesa di San Rocco, in piazza del Popolo, è attualmente sede di un infopoint turistico. La chiesa è del XVII secolo, costruita fuori le mura del borgo, gli elementi religiosi sono stati cancellati, di interesse si conserva la torre campanaria a pianta quadrata, con orologio.

### Complesso rupestre di San Liberatore e Castel Menardo
- le tombe rupestri di San Liberatore a Maiella: tombe grezze del IX secolo, usate come cimitero degli abati e dei pellegrini e santoni che vivevano in eremitaggio. Si trovano poco più avanti della Badia, nella riserva naturale.
- eremo di Sant'Onofrio: risale all'XI secolo, scavato sulla roccia della Maiella, siruato ad ovest della montagna dell'abbazia. Con il periodo di Pietro da Morrone fu ampiamente frequentato, e successivamente divenne una chiesa vera e propria collegata, dal fianco destro, alla montagna. È tutto realizzato in pietra, a navata unica, l'altate incassaro cobserva una statua di fabbrica popolare del santo eremita Onofrio.
- Castel Menardo e Torre di Polegra: sono fortificazioni del IX secolo, appartenenti al periodo carolino, costruite per la protezione della Badia di San Liberatore. Il castello si trova su uno sperone roccioso, a nord ovest dell'abbazia, ed è a pianta semicircolare, in realtà triangolare irregolare, con due torrette di guardia angolari,semicrollate, in pietra della Maiella. È una struttura molto grezza, usata solo come avamposto di guardia a protezione dell'abbazia, e fu presto abbandonato intorno al XIV secolo. Nei pressi vi è anche la torre Polegra, che si trova a sud dell'abbazia, presso un'altura. Si trattava di un villaggio fortificato a guardia  dell'abbazia  da sud, comunicante con Castel Menardo, risalente al IX secolo. Oggi resta solo la torre a pianta circolare, crollata a metà, ancora visitabile.

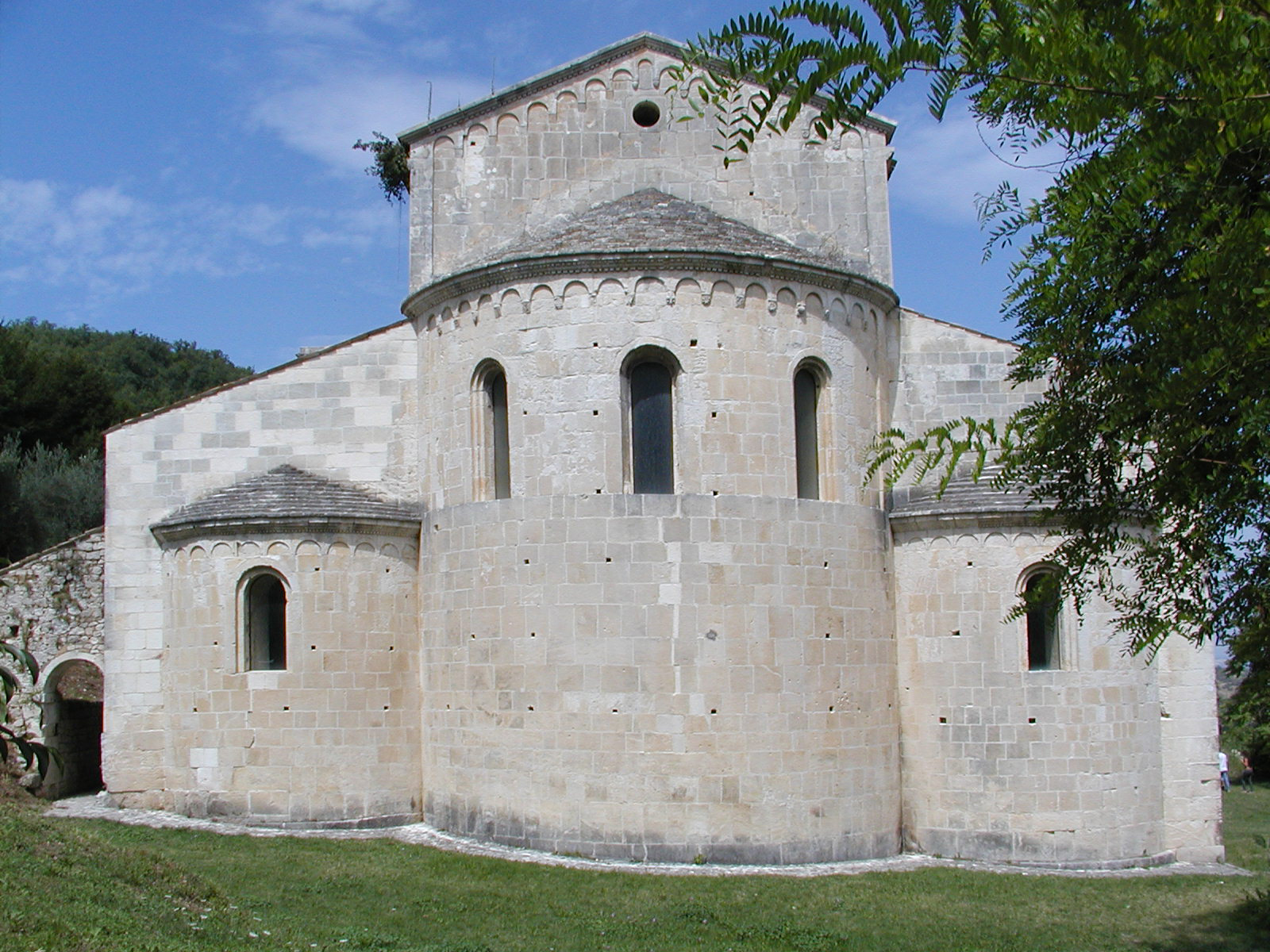
San Liberatore a Maiella
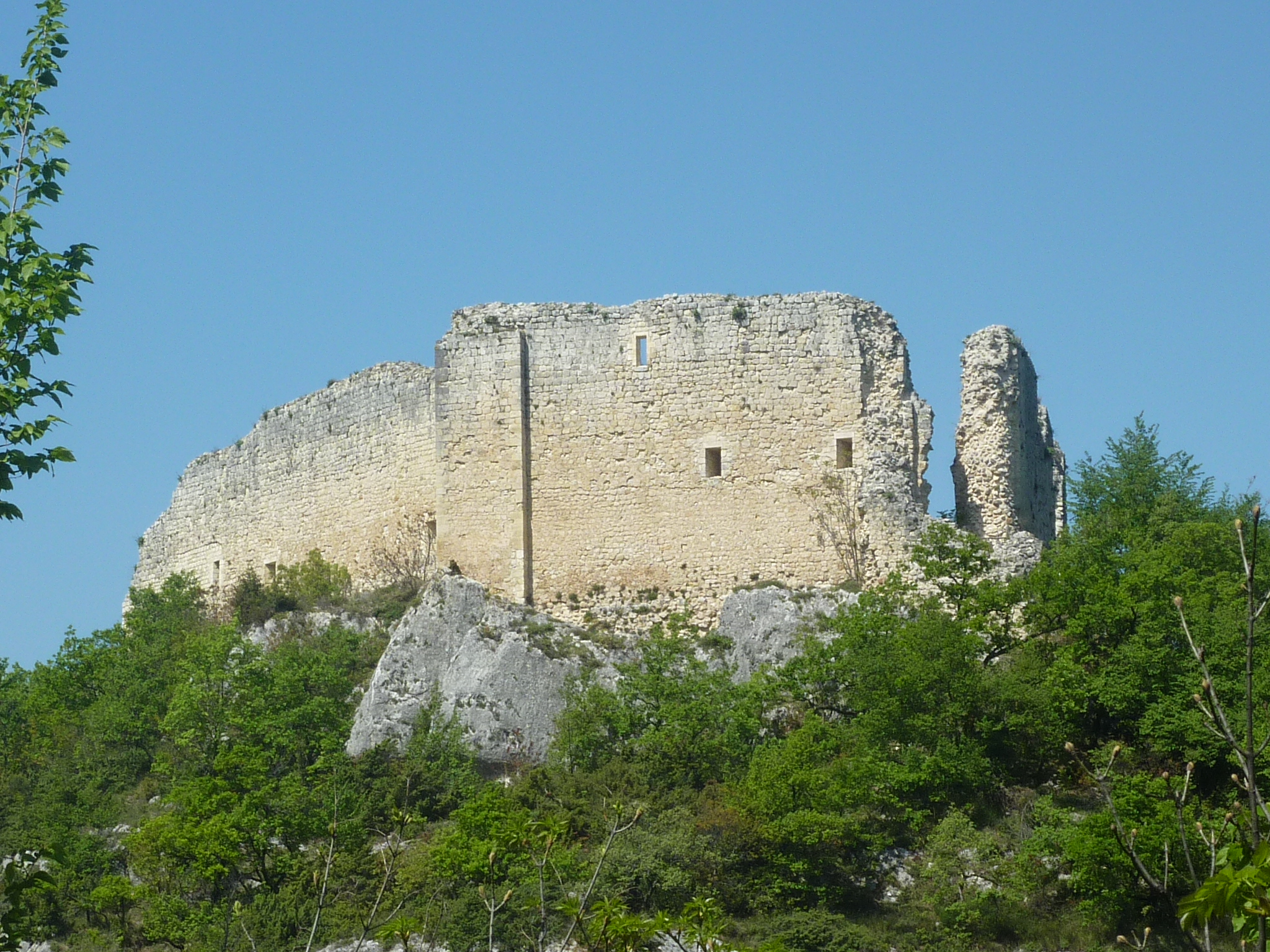
Ruderi di Castel Menardo
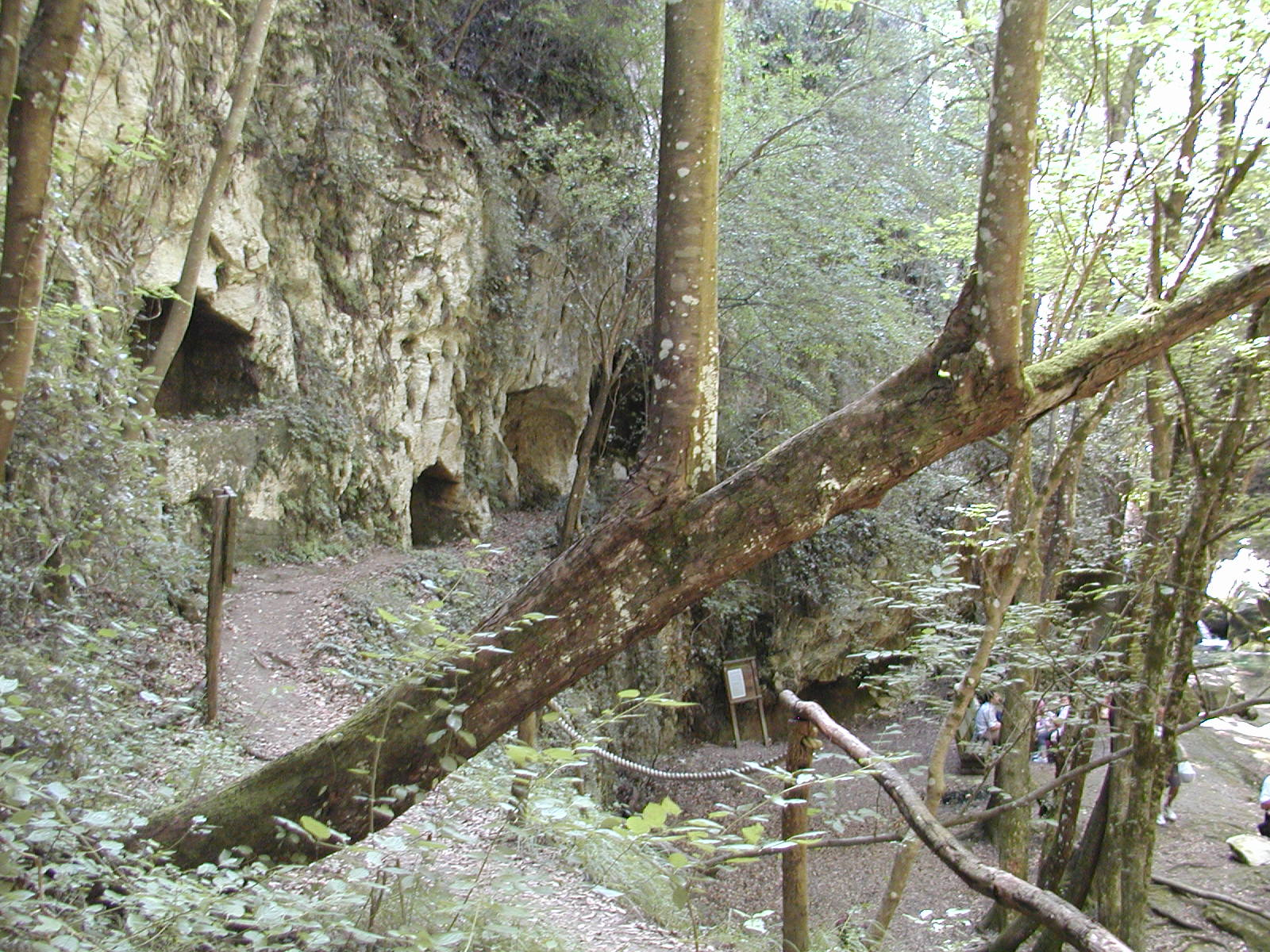
Tombe rupestri nei pressi dell'abbazia

## Società

### Evoluzione demografica
Abitanti censiti

## Amministrazione
| Periodo | Periodo   | Primo cittadino         | Partito      | Carica  | Note |
| ------- | --------- | ----------------------- | ------------ | ------- | ---- |
| 2006    | 2011      | Andrea Donatello Di Meo | lista civica | Sindaco |      |
| 2011    | 2021      | Franco Enrico Marinelli | lista civica | Sindaco |      |
| 2021    | in carica | Sebastiano Massimiano   | lista civica | Sindaco |      |